# غبار کیهانی
غبار کیهانی گرد و غباری است که در فضا وجود دارد. این ذرات بیشترین گونه از ذرات ریز ٬گرد و غبار هستند که مولکولی به اندازه یک میکرون دارند. بخش کوچکی از غبارهای کیهانی فضا را به صورت متراکم شده در معادن مواد دیرگداز می‌توان یافت نمود. برای نمونه تراکم گرد غبار در محیط میان‌ستاره‌ای، حباب محلی نزدیک به ده به نمای منفی ۶ دانه در متر مکعب بوده که هر دانه جرمی در حدود ده به توان منفی ۱۷ کیلوگرم جرم دارد.

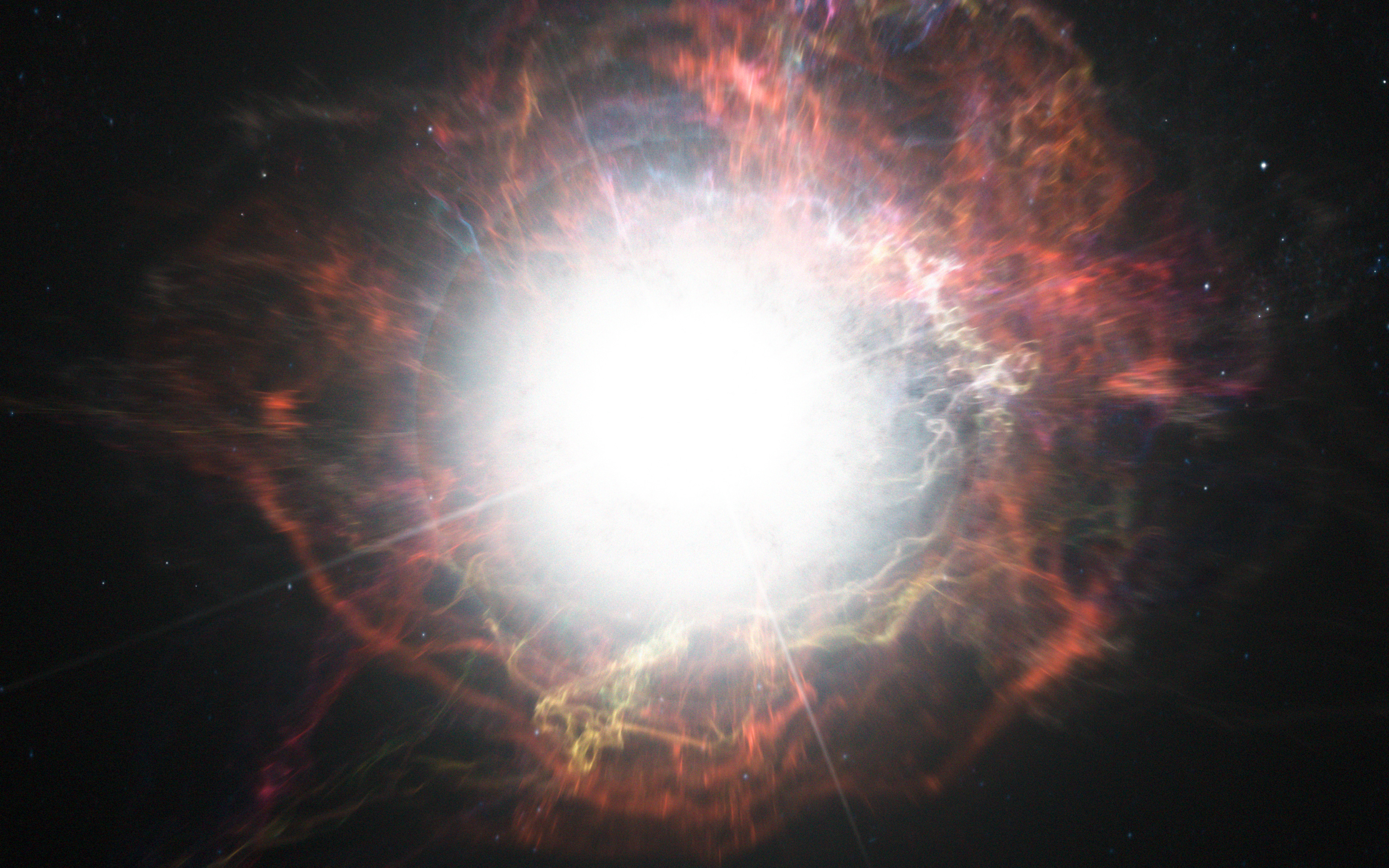
نگاره‌ای از گرد و غبار تشکیل شده به دور انفجار ابرنواختر

## نگارخانه

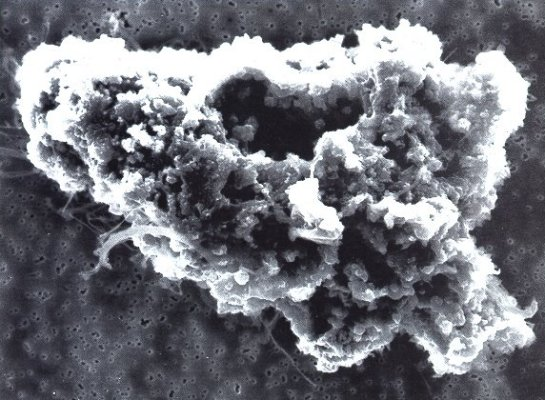

## هم‌چنین ببینید
- اخترشیمی
- اخترفیزیک اتمی و مولکولی
- کیهان‌شیمی
- محیط میان‌ستاره‌ای